# Čekanka listová

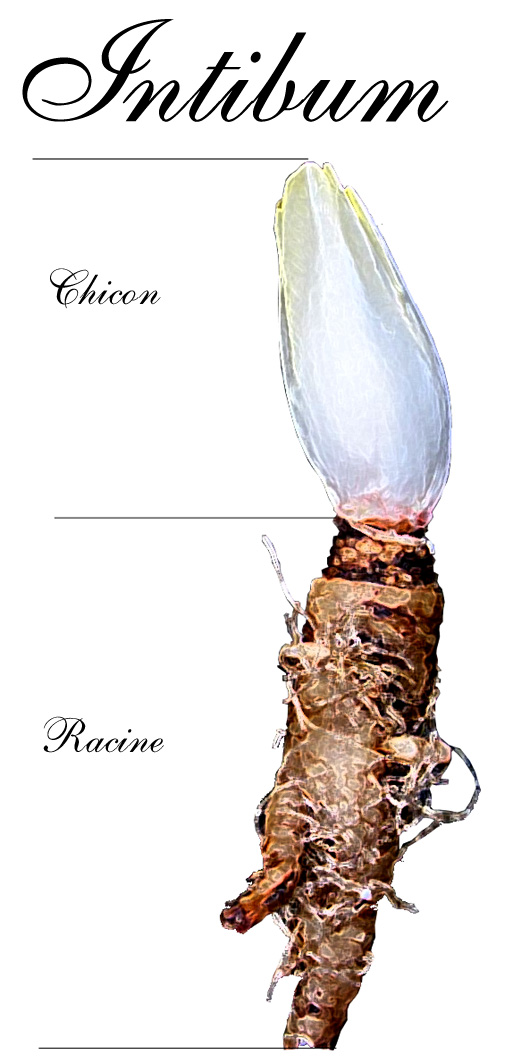
Bílá čekanka

Čekanka listová (Cichorium endivia) je dvouletá rostlina, která vytváří v prvním roce řepovitý kořen a listovou růžici, spadá do čeledi hvězdnicovité. Pochází z východního Středomoří, ale široce se pěstuje jako listová zelenina pro tzv. čekankové puky, jež jsou využívány jako přísada do zeleninových salátů. Mimo použití čerstvé čekanky je možné ji i tepelně upravovat jako ostatní druhy zeleniny. Kořen se využívá k přípravě některých kávovin, jako je například melta.

## Pěstování
Toho, aby čekanka měla puky, lze docílit tzv. rychlením, kdy se, podobně jako třeba ještě u chřestu, zahrnou předpěstované kořeny čekanky bez listů vrstvičkou půdy a nechají se takto ve tmě růst po dobu 5–8 týdnů. Nové listy, které vyrostou ve tmě, jsou bílé a nepřevažuje u nich hořká chuť, jak je tomu u listů, které vyrůstají běžným způsobem. Tato metoda pěstování byla objevena náhodně ve třicátých letech osmnáctého století v Belgii. Vzhledem ke svojí náročnosti není pěstování čekanky v Česku za účelem sklizně puků, stejně tak jako pěstování chřestu, příliš rozšířené. Za největšího pěstitele čekankových puků je hned vedle Belgie považována Francie.

## Nutriční hodnoty

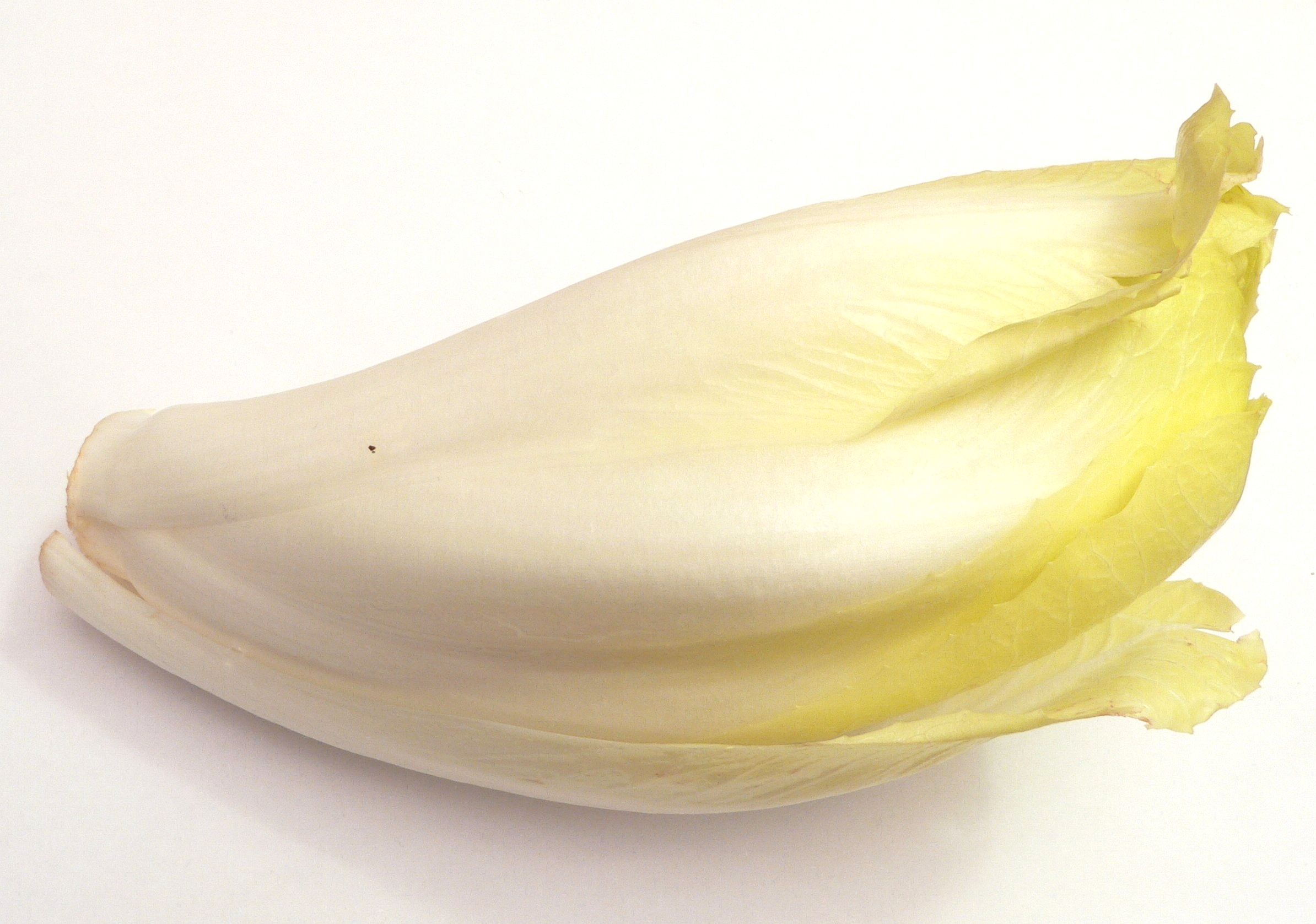
Čekankový puk

Čekanka je bohatá na vitamíny a minerály, zejména na kyselinu listovou, vitamíny A a K a vlákninu.

## Nejznámější druhy čekanky
- Čekanka kadeřavá (Frisée) – má jemně kadeřavé zelené listy
- Čekanka obecná
- Čekanka salátová červenolistá (Radicchio) – má svůj původ v Itálii (Radicchio je oblast v Itálii), tvoří křehké, ale pevné listy tmavočervené barvy s poměrně výrazným bílým žebrováním, vytváří hlávku, podobně jako hlávkový salát[2]
- Čekanka hlávková – rovněž tvoří hlávky
- Čekanka obecná listová
- Bílá čekanka (belgická, Witloof) – má nasládle hořkou chuť, bíložluté pevné, ale křehké listy, pěstuje se za naprosté absence světla, aby se zabránilo jejímu zezelenání. Prodejci ji obvykle balí do tmavomodrého papíru, aby ji chránili před světlem a zachovali tím její bledou barvu a jemnou chuť. Čím světlejší čekanka je, tím méně hořká je její chuť. Spodní pevná část puku by měla být před tepelnou úpravou odstraněna, není-li tak učiněno, hrozí opětovné vytvoření hořké chuti během dané úpravy.[3]

## Uchovávání
Doporučuje se uchovávat v přítmí, nejlépe však v úplné tmě. Skladování na světle způsobuje hořkou chuť.

## Kuchyňské použití
Upravuje se nejčastěji jako salát z čerstvé zeleniny se salátovou zálivkou z oleje, octa nebo citronové šťávy, okořeněné pepřem a solí, s čerstvou pažitkou. Zálivku však lze sestavit také z majolky rozmíchané s bílým jogurtem a do salátu přidávat cibuli, jemně nakrájená jablka, vařená vejce apod. Čekanka obsahuje vitamín C, povzbuzuje chuť k jídlu a příznivě ovlivňuje střevní peristaltiku.[zdroj⁠?!] Lze ji upravit i tepelně.
Čekanka listová má ale rovněž bohaté využití v teplé kuchyni. Připravuje se z ní polévka, přidává se do těstovin i rizota. Kromě toho je možné čekankové puky též zapékat, smažit nebo je podusit a použít jako přílohu.